# Halta de Mișcare Corlătești

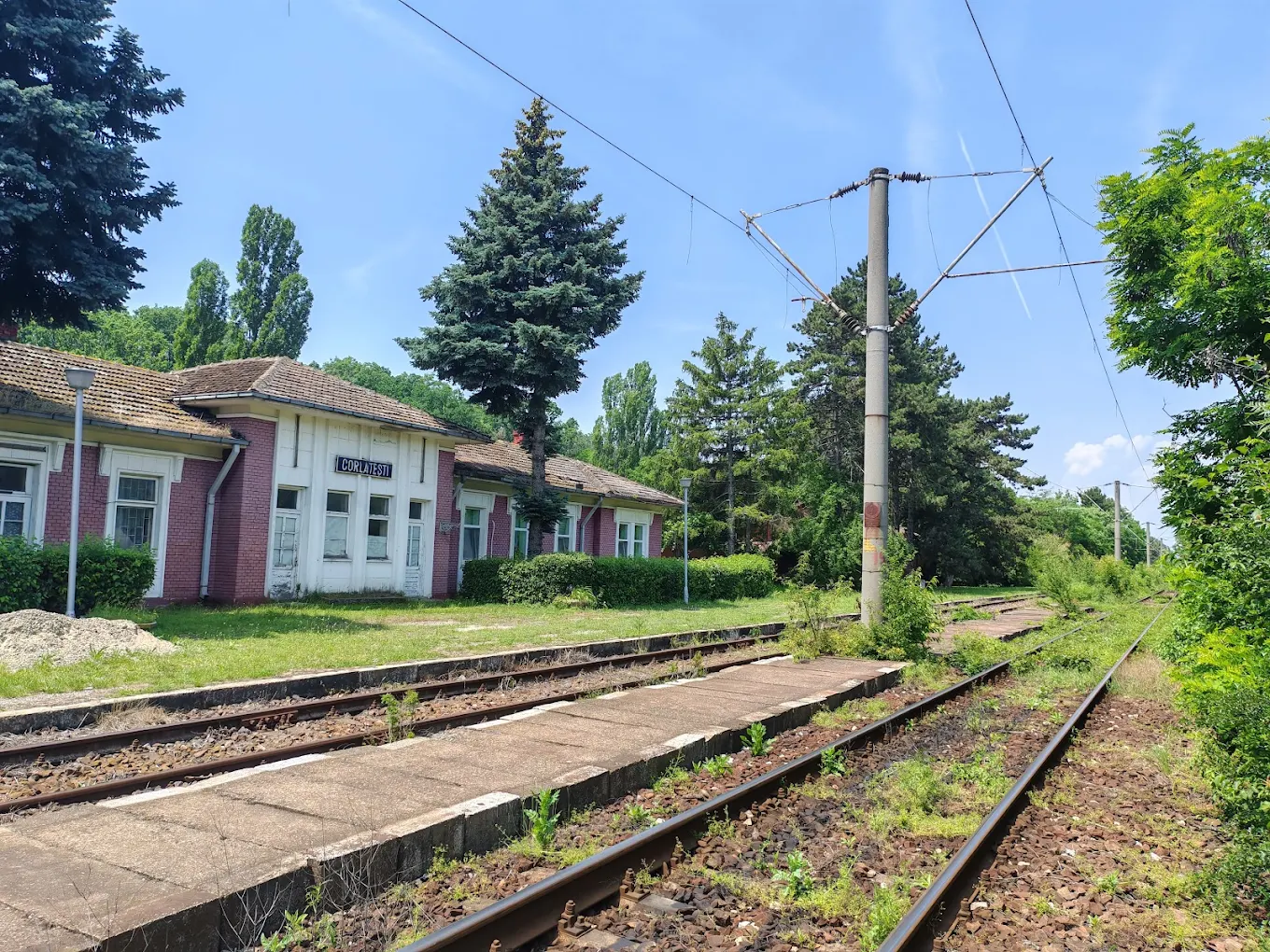
O fotografie cu halta de mișcare Corlătești în luna Iunie 2025

Halta de Mișcare Corlătești este situată după satul Corlătești și înainte de satul Cătunu - în direcția Urziceni. (ambele sate sunt situate în comuna Berceni, județul Prahova,România). Se află pe magistrala CFR 701, care asigură legătura dintre Ploiești și Urziceni. Trenurile pentru călători care opresc în această haltă de mișcare circulă pe acest tronson.
Halta are șase linii, dintre care una este funcțională, iar cinci sunt nefuncționale. Linia este electrificată și administrată de CFR Infrastructură. Facilitățile pentru pasageri sunt minime, iar halta este folosită atât pentru oprirea trenurilor de călători, cât și pentru manevre și operațiuni tehnice.